# Aero Asia
Aero Asia International war eine private pakistanische Fluggesellschaft mit Sitz in Karatschi am Jinnah International Airport. Sie war die erste Billigfluggesellschaft Pakistans.

## Geschichte

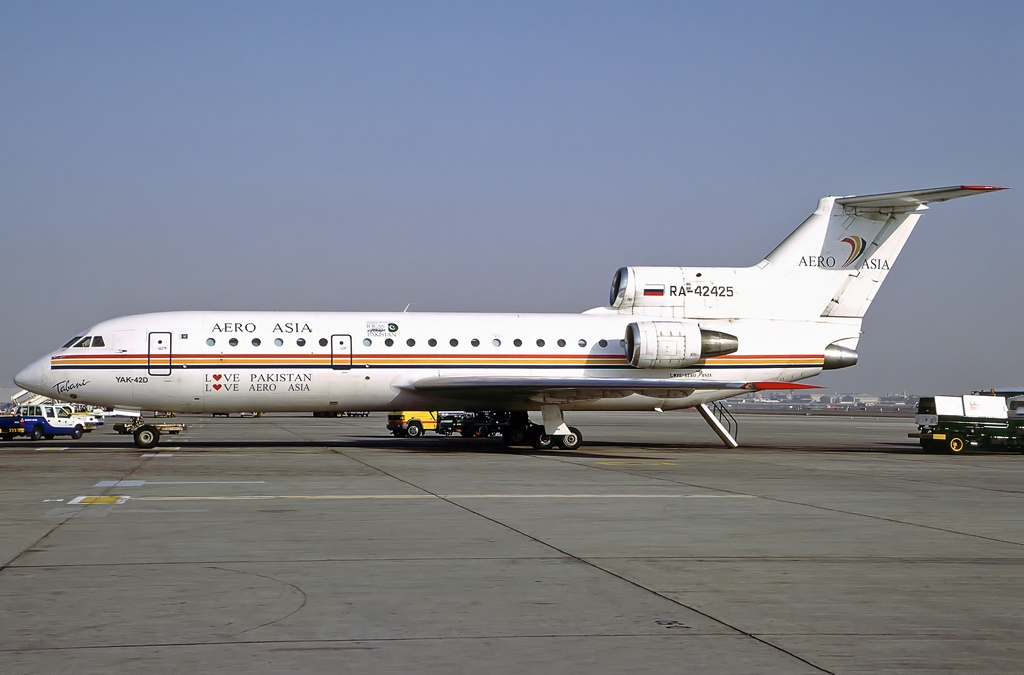
Yakovlev Yak-42D der Aero Asia, 2001

Aero Asia wurde 1993 gegründet und hob am 4. Mai 1993 ab. Sie war zunächst im Besitz der pakistanischen Firmengruppe Tabani.
Anfänglich geflogen wurde mit einer Flotte von zwischen drei und fünf Jakowlew Jak-42D zwischen den wichtigsten pakistanischen Städten Karatschi, Islamabad und Lahore. Als die Nachfrage stieg, wurden die Maschinen durch Boeing 737-200Adv und Douglas DC-9 ersetzt.
Mitte 2005 wurde Aero Asia die Erlaubnis für weitere Flüge nach Großbritannien, Skandinavien und Bahrain erteilt. Darüber hinaus wurde eine Erweiterung der Flotte angekündigt, jedoch wurde davon nichts umgesetzt.
Am 22. Mai 2006 musste die Aero Asia auf Geheiß der Zivilluftfahrtsbehörde ihre Flüge einstellen, nachdem sie dieser mehrere Millionen Rupien für Flugtaxen schuldete.
Am 12. Juni 2006 kaufte die britische Regal Group der Tabani-Gruppe die Aero Asia ab und die Gesellschaft befand sich anschließend in einem Restrukturierungsprozess. Mitte 2006 war die Flotte der Gesellschaft aus finanziellen Gründen inaktiv. Anfang 2007 wurde der Flugbetrieb wieder aufgenommen, jedoch im Mai 2007 von den Behörden wieder verboten. Als Begründung nannte man Sicherheitsbedenken. Da Seitens Aero Asia keine Verbesserungen veranlasst wurden, musste sie den Betrieb endgültig am 19. Mai 2007 aufgeben. Seitdem versuchten die Besitzer der Fluggesellschaft diese wieder in Betrieb zu nehmen, jedoch erfolglos.

## Ziele
Aero Asia flog normalerweise Ziele im Inland und am Persischen Golf an.

## Flotte
Sämtliche Flugzeuge wurden im Mai 2007 an ihre Eigentümer zurückgegeben.